# ¿Quién baila mejor?
¿Quién baila mejor? fue un programa internacional de telerrealidad de baile en el que compitieron Venezuela y República Dominicana. El programa contó con 10 participantes de Venezuela y 10 participantes de República Dominicana. Fue estrenada en 2007 la primera temporada y la segunda en 2010.
La segunda temporada del programa se estrenó el 12 de abril de 2010 y las galas se transmitieron los sábados en Venezuela y domingos en República Dominicana. En dichas galas quedaban 4 cuestionados (2 de Venezuela y 2 de República dominicana) siendo 1 rescatado por cada equipo, quedando de esta forma 1 amenazado por Venezuela y 1 amenazado por República Dominicana en donde se batieron a duelo los jueves y el perdedor de dicho duelo era eliminado los viernes.

## Primera temporada
En esta primera temporada que fue estrenada en 2007 compitieron República Dominicana y Puerto Rico donde dio como segundo lugar a Bryan Cortez de Puerto Rico y ganador a Ariel Fernández de República Dominicana.

## Segunda temporada
En la segunda temporada compitieron Venezuela y República Dominicana. Fue transmitida por Venevisión en Venezuela y Telesistema 11 en República Dominicana. El programa fue conducido por Leonardo Villalobos de Venezuela y Hony Estrella de la República Dominicana.[cita requerida] Y el jurado estuvo conformado por Anita Vivas por Venezuela, Waddys Jáquez por República Dominicana y por Argentina Hugo Devana. El premio fue una copa y 140.000 bolívares.
La ganadora de esta segunda temporada fue Krisbell "Kriss" Jackson por Venezuela, en segundo lugar quedó Jean Luis Martich de República Dominicana y en tercer lugar quedó Heber Romero de Venezuela.

### Participantes
| Resultado Final | Participantes |
| --------------- | --- |
| Ganadora        | Krisbell "Kriss" Jackson |
| 2° Lugar        | Jean Luis Martich |
| 3° Lugar        | Heber Romero |
| Finalistas      | Leonardo "Leo" Arévalo María Raquel "Mara" García Jhorwan Pinto |
| Eliminados      | Wendoly Rodríguez Ildemary Mata Juan Luis Ruiz Ileanna Hichez Gabriela "Gaby" Piña Deyvy de León Angely Carucci Loraida "Lory" Bobadilla Carlos Samuel Gómez Carla de la Hoz Egrel Piñate Neomar Maracano Harold Tampoc Nuriel "Nury" López Marte |

### Resúmenes
| Kriss    | SALVADA   | SALVADA   | SALVADA   | SALVADA   | SALVADA   | SALVADA   | SALVADA   | SALVADA   | SALVADA   | SALVADA   | SALVADA | SALVADA   | SALVADA | GANADORA  |  |  |  |  |  |  |  |  |
| Jean L.  | SALVADO   | SALVADO   | SALVADO   | SALVADO   | SALVADO   | SALVADO   | SALVADO   | SALVADO   | SALVADO   | SALVADO   | SALVADO | SALVADO   | SALVADO | 2 LUGAR   |  |  |  |  |  |  |  |  |
| Heber    | SALVADO   | SALVADO   | SALVADO   | SALVADO   | SALVADO   | SALVADO   | SALVADO   | SALVADO   | SALVADO   | SALVADO   | SALVADO | SALVADO   | SALVADO | 3 LUGAR   |  |  |  |  |  |  |  |  |
| Leo      | SALVADO   | SALVADO   | SALVADO   | SALVADO   | SALVADO   | SALVADO   | SALVADO   | SALVADO   | SALVADO   | SALVADO   | SALVADO | SALVADO   | SALVADO | ELIMINADO |  |  |  |  |  |  |  |  |
| Jhorwan  | SALVADO   | SALVADO   | SALVADO   | SALVADO   | SALVADO   | SALVADO   | SALVADO   | SALVADO   | SALVADO   | SALVADO   | SALVADO | SALVADO   | SALVADO | ELIMINADO |  |  |  |  |  |  |  |  |
| Mara     | SALVADA   | SALVADA   | SALVADA   | SALVADA   | SALVADA   | SALVADA   | SALVADA   | SALVADA   | SALVADA   | SALVADA   | SALVADA | SALVADA   | SALVADA | ELIMINADA |  |  |  |  |  |  |  |  |
| Wendoly  | SALVADA   | SALVADA   | SALVADA   | SALVADA   | SALVADA   | SALVADA   | SALVADA   | SALVADA   | SALVADA   | SALVADA   | SALVADA | ELIMINADA |         |           |  |  |  |  |  |  |  |  |
| Ildemary | SALVADA   | SALVADA   | SALVADA   | SALVADA   | SALVADA   | SALVADA   | SALVADA   | SALVADA   | SALVADA   | SALVADA   | SALVADA | ELIMINADA |         |           |  |  |  |  |  |  |  |  |
| Juan     | SALVADO   | SALVADO   | SALVADO   | SALVADO   | SALVADO   | SALVADO   | SALVADO   | SALVADO   | SALVADO   | SALVADO   | SALVADO | ELIMINADO |         |           |  |  |  |  |  |  |  |  |
| Ileana   | SALVADA   | SALVADA   | SALVADA   | SALVADA   | SALVADA   | SALVADA   | SALVADA   | SALVADA   | SALVADA   | ELIMINADA |         |           |         |           |  |  |  |  |  |  |  |  |
| Gaby     | SALVADA   | SALVADA   | SALVADA   | SALVADA   | SALVADA   | SALVADA   | SALVADA   | SALVADA   | SALVADA   | ELIMINADA |         |           |         |           |  |  |  |  |  |  |  |  |
| Deivy    | SALVADO   | SALVADO   | SALVADO   | SALVADO   | SALVADO   | SALVADO   | SALVADO   | SALVADO   | ELIMINADO |           |         |           |         |           |  |  |  |  |  |  |  |  |
| Angely   | SALVADA   | SALVADA   | SALVADA   | SALVADA   | SALVADA   | SALVADA   | SALVADA   | ELIMINADA |           |           |         |           |         |           |  |  |  |  |  |  |  |  |
| Lory     | SALVADA   | SALVADA   | SALVADA   | SALVADA   | SALVADA   | SALVADA   | ELIMINADA |           |           |           |         |           |         |           |  |  |  |  |  |  |  |  |
| Carlos   | SALVADO   | SALVADO   | SALVADO   | SALVADO   | SALVADO   | ELIMINADO |           |           |           |           |         |           |         |           |  |  |  |  |  |  |  |  |
| Carla    | SALVADA   | SALVADA   | SALVADA   | SALVADA   | ELIMINADA |           |           |           |           |           |         |           |         |           |  |  |  |  |  |  |  |  |
| Egrel    | SALVADO   | SALVADO   | SALVADO   | ELIMINADO |           |           |           |           |           |           |         |           |         |           |  |  |  |  |  |  |  |  |
| Neomar   | SALVADO   | SALVADO   | ELIMINADO |           |           |           |           |           |           |           |         |           |         |           |  |  |  |  |  |  |  |  |
| Harold   | SALVADO   | ELIMINADO |           |           |           |           |           |           |           |           |         |           |         |           |  |  |  |  |  |  |  |  |
| Nury     | ELIMINADA |           |           |           |           |           |           |           |           |           |         |           |         |           |  |  |  |  |  |  |  |  |

 El participante pertenece a la selección de Venezuela.
 El participante pertenece a la selección de República Dominicana.
     El participante ganó la competencia.
     El participante fue escogido como favorito de la semana.
     El participante continua en la competencia.
     El participante estuvo cuestionado pero fue rescatado por su selección.
     El participante estuvo cuestionado y quedó amenazado, pero ganó el duelo y continua en la competencia.
     El participante estuvo cuestionado y quedó amenazado, pero perdió el duelo y quedó eliminado de la competencia.